# Black on Black: A Tribute to Black Flag
Black on Black: A Tribute to Black Flag es un álbum tributo homenaje a la difunta banda de hardcore punk estadounidense Black Flag. El álbum se lanzó originalmente a través de Initial Records el 8 de octubre de 2002. Luego de que Initial Records cerró sus puertas en 2004, Black on Black se reeditó luego a través de ReIgnition Recordings el 14 de marzo de 2006 con seis nuevas canciones.

## Lista de canciones
| Initial Records version (2002) |                         |                           |          |  |
| N.º                            | Título                  | Artista                   | Duración |  |
| 1.                             | «Depression»            | American Nightmare        | 2:18     |  |
| 2.                             | «Life of Pain»          | Anodyne                   | 2:55     |  |
| 3.                             | «Drinking and Driving»  | Burnt by the Sun          | 3:15     |  |
| 4.                             | «Jealous Again»         | Coalesce                  | 2:25     |  |
| 5.                             | «Annihilate This Week»  | Converge                  | 4:18     |  |
| 6.                             | «Damaged, Parts I & II» | The Dillinger Escape Plan | 4:55     |  |
| 7.                             | «Nervous Breakdown»     | The Hope Conspiracy       | 1:56     |  |
| 8.                             | «Police Story/Wasted»   | Planes Mistaken for Stars | 2:31     |  |
| 9.                             | «Six Pack»              | Playing Enemy             | 4:13     |  |

| ReIgnition Recordings version (2006) |                         |                           |          |  |
| N.º                                  | Título                  | Artista                   | Duración |  |
| 1.                                   | «Rise Above»            | Most Precious Blood       | 2:00     |  |
| 2.                                   | «Black Coffee»          | Zao                       | 4:20     |  |
| 3.                                   | «My War»                | Bleeding Through          | 3:38     |  |
| 4.                                   | «I've Heard It Before»  | The Black Dahlia Murder   | 1:45     |  |
| 5.                                   | «Spray Paint the Walls» | Remembering Never         | 0:38     |  |
| 6.                                   | «Loose Nut»             | Drowningman               | 2:16     |  |
| 7.                                   | «Depression»            | American Nightmare        | 2:18     |  |
| 8.                                   | «Life of Pain»          | Anodyne                   | 2:56     |  |
| 9.                                   | «Drinking and Driving»  | Burnt by the Sun          | 3:16     |  |
| 10.                                  | «Jealous Again»         | Coalesce                  | 2:25     |  |
| 11.                                  | «Annihilate This Week»  | Converge                  | 4:19     |  |
| 12.                                  | «Damaged, Parts I & II» | The Dillinger Escape Plan | 4:57     |  |
| 13.                                  | «Nervous Breakdown»     | The Hope Conspiracy       | 1:57     |  |
| 14.                                  | «Police Story/Wasted»   | Planes Mistaken for Stars | 2:32     |  |
| 15.                                  | «Six Pack»              | Playing Enemy             | 4:13     |  |